# Erawan (huyện)
Erawan (tiếng Thái: เอราวัณ) là một huyện (amphoe) ở phía đông của tỉnh Loei, đông bắc Thái Lan.
Huyện được đặt tên theo động Erawan nằm ở huyện Na Wang giáp ranh, gần biên giới với Erawan.

## Địa lý
Các huyện giáp ranh (từ phía nam theo chiều kim đồng hồ) là Pha Khao, Wang Saphung, Mueang Loei và Na Duang của tỉnh Loei, và Na Wang và Si Bun Rueang của tỉnh Nongbua Lamphu.
Sông chính ở huyện này là sông Suai.

## Lịch sử
Tiểu huyện (King Amphoe) được thành lập ngày 1 tháng 4 năm 1995 với lãnh thổ được tách từ Wang Saphung.
Theo quyết định của chính phủ Thái Lan ngày 15 tháng 5 năm 2007, tất cả 81 tiểu huyện đều được nâng thành huyện. Với việc đăng công báo hoàng gia ngày 24 tháng 8, việc nâng cấp thành chính thức.
.

## Hành chính
Huyện này được chia thành 4 phó huyện (tambon), các đơn vị này lại được chia ra thành 45 làng (muban). Erawan và Pha In Plaeng cũng là các đô thị phó huyện (thesaban tambon).
| STT | Tên           | Tên tiếng Thái | Số làng | Dân số |  |
| --- | ------------- | -------------- | ------- | ------ |  |
| 1.  | Erawan        | เอราวัณ         | 16      | 12.160 |  |
| 2.  | Pha In Plaeng | ผาอินทร์แปลง     | 14      | 12.532 |  |
| 3.  | Pha Sam Yot   | ผาสามยอด       | 8       | 7.742  |  |
| 4.  | Sap Phaiwan   | ทรัพย์ไพวัลย์      | 7       | 4.645  |  |